# Parc naturel des Ports
Le parc naturel des Ports est un espace naturel protégé situé dans les comarques de Baix Ebre, Montsià et Terra Alta (province de Taragone), en Catalogne .
Le parc naturel a été créé par le décret 160/2001 du 12 juin 2001, qui a également créé la réserve naturelle partielle des hêtraies d'Els Ports.
Il fait partie du réseau européen Natura 2000, car c'est une Zone importante pour la conservation des oiseaux (ZICO) et un Site d'importance communautaire (SIC). La majeure partie du parc est incluse dans la zone centrale de la Réserve de Biosphère des Terres de l'Èbre.

## Description
Le massif de Ports de Tortosa-Beseit possède des montagnes remarquables par leur hauteur et leur caractère unique, avec 28% de sa superficie au-dessus de 1 000 m. Le plus haut sommet de tout le massif est le mont Caro, à 1 441 m.

## Végétation

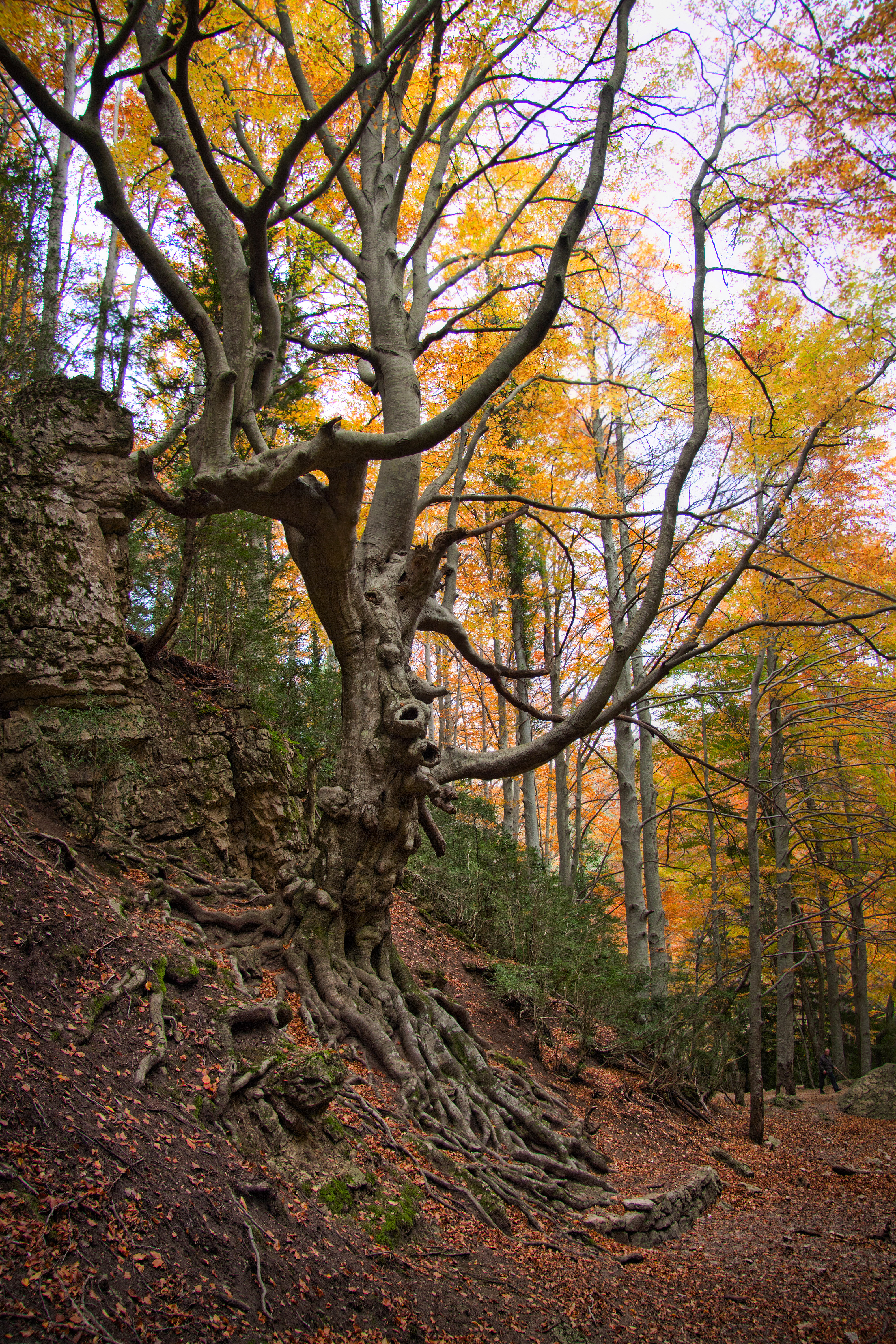
Hayedo del Retablo

Dans les zones les plus élevées, le parc possède de vastes forêts de pin sylvestre (Pinus sylvestris) et de pin noir (Pinus nigra), tandis que dans les zones inférieures se trouvent le chêne vert (Quercus ilex ) et le chêne kermès (Quercus coccifera) ; Dans les deux forêts, le buis commun (Buxus sempervirens) est abondant. Il reste une population relique de hêtre commun (Fagus sylvatica), l'une des plus méridionales d'Europe, appelée Hayedo del Retablo (es), qui est protégée sous le nom de Réserve naturelle partielle de Hayedos dels Ports.

## Faune
L'animal emblématique du parc est la chèvre sauvage (Capra pyrenaica hispanica (es)), dont la chasse dans le parc est réglementée par la réserve nationale de chasse de Puertos de Beceite.
Parmi les mammifères les plus remarquables figurent la loutre d'Europe (Lutra lutra), le chat sauvage (Felis silvestris) et le groupe des chauves-souris qui, avec environ 20 espèces, constitue l'une des communautés les plus riches de la péninsule ibérique.

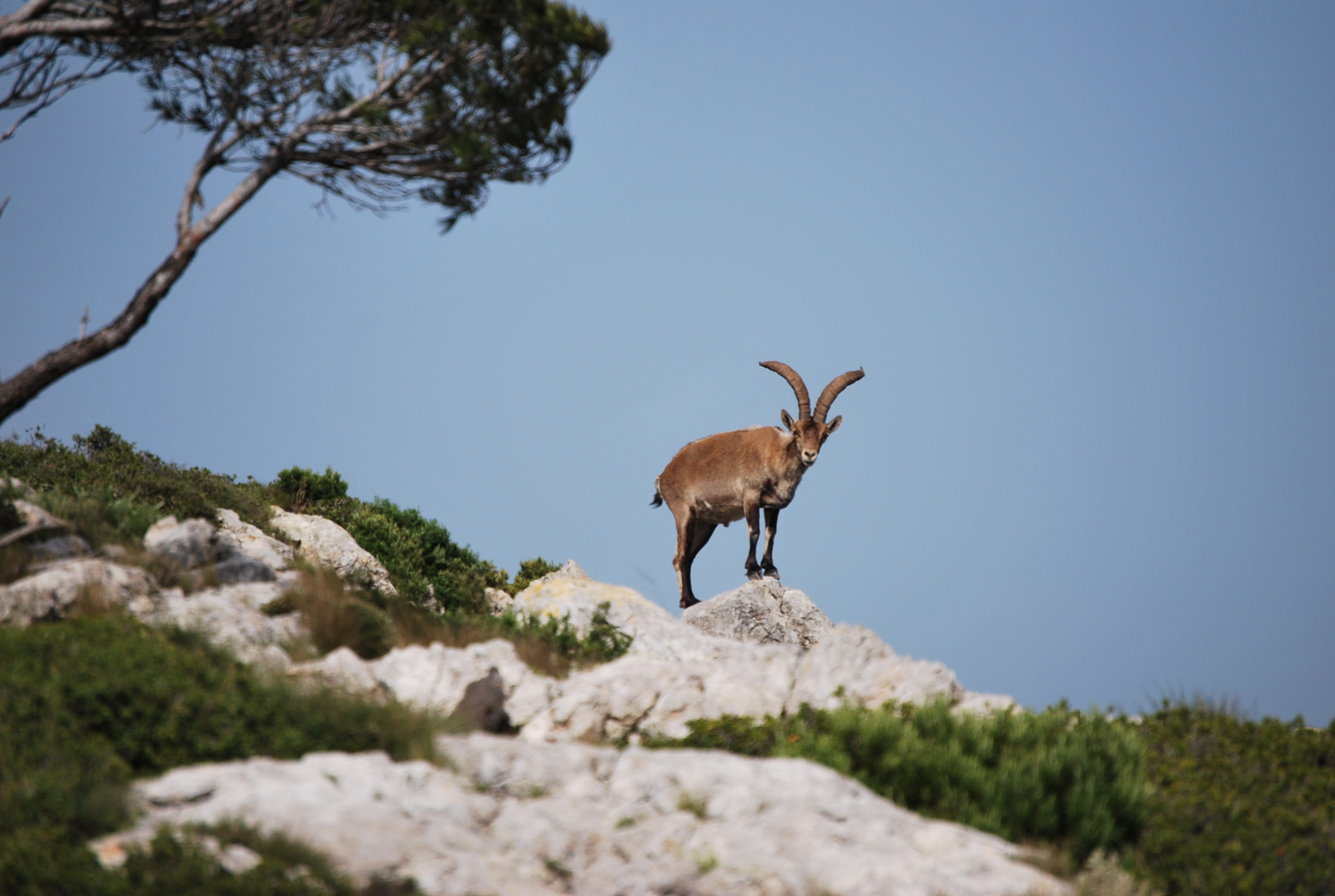
Capra pyrenaica hispanica, l'animal emblématique du parc

De nombreux oiseaux trouvent dans les ports l'habitat ou le refuge idéal pour vivre et nicher. Les grands rapaces sédentaires se distinguent, comme le vautour fauve (Gyps fulvus), l'aigle royal (Aquila chrysaetos), l'aigle de Bonelli (Aquila fasciata), l'autour des palombes (Accipiter gentilis), le faucon pèlerin (Falco peregrinus) ou le hibou grand-duc (Bubo bubo).
L'émyde lépreuse (Mauremys leprosa), le gecko rose (Hemidactylus turcicus), le scinque ibérique (Chalcides bedriagai), la couleuvre fer-à-cheval (Coluber hippocrepis), la coronelle lisse (Coronella austriaca) et la vipère de Lastate (Vipera latastei) sont des représentants pertinents de la population de reptiles.

## Galerie

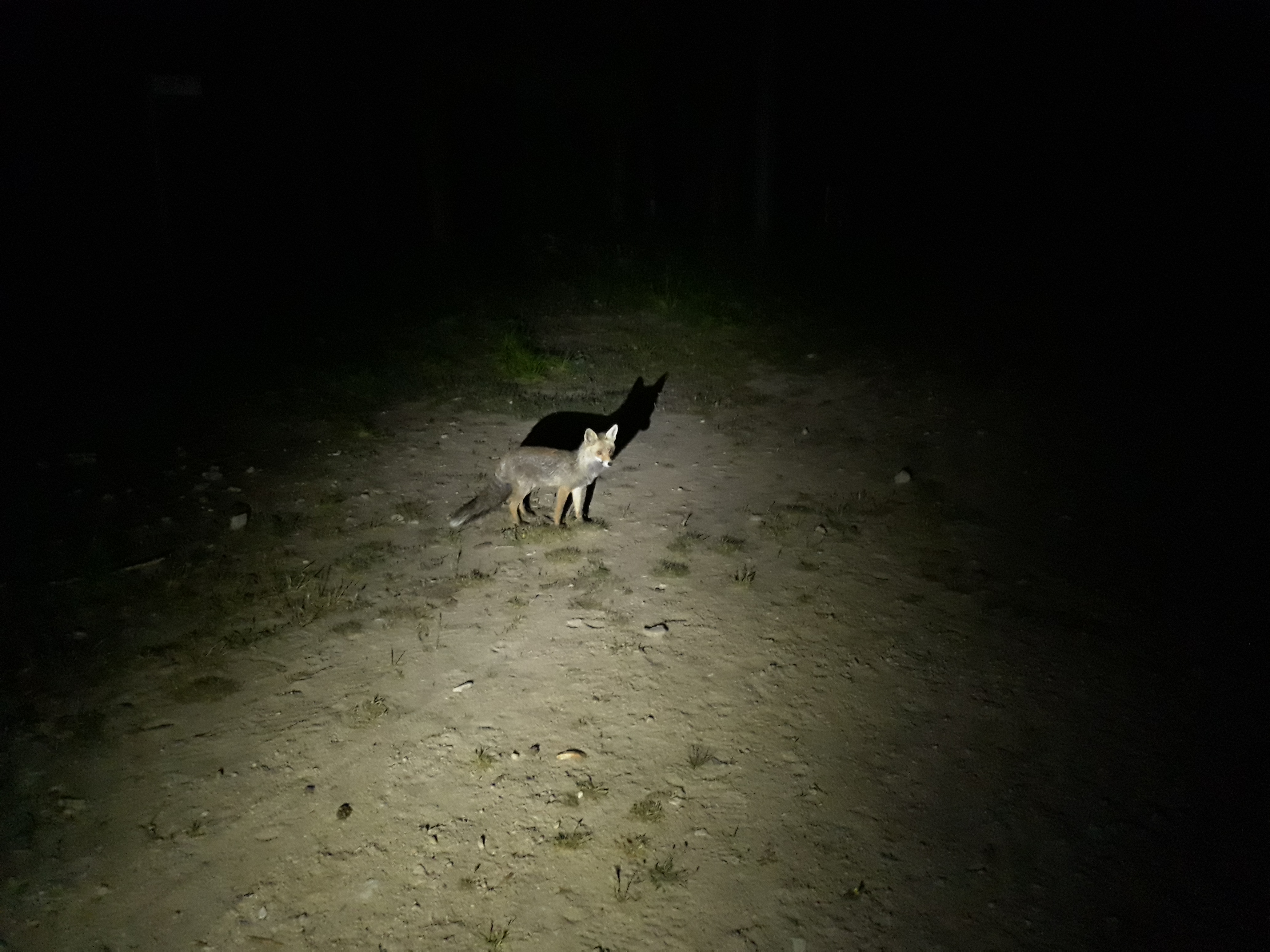
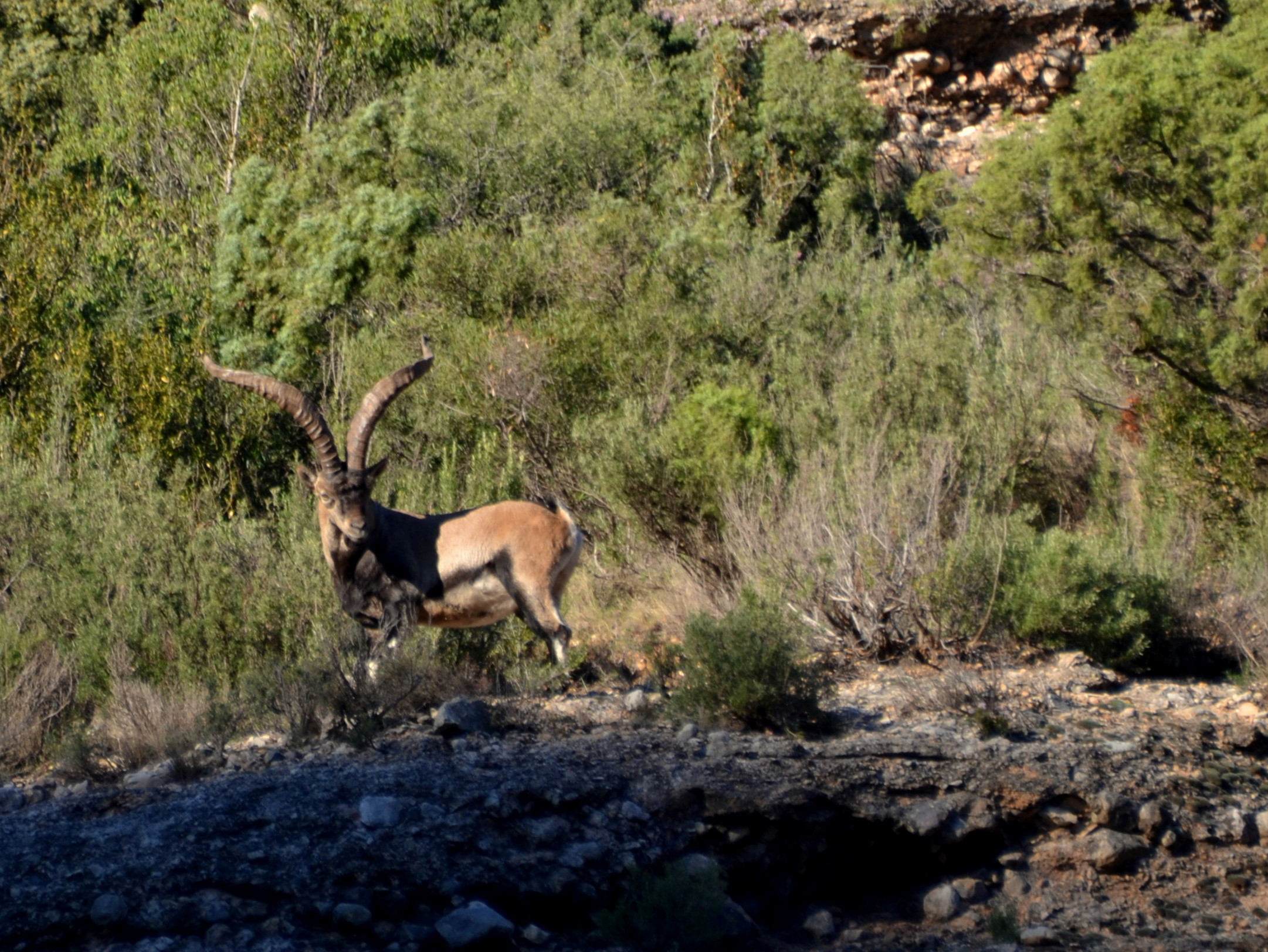